# Corca Dhuibhne

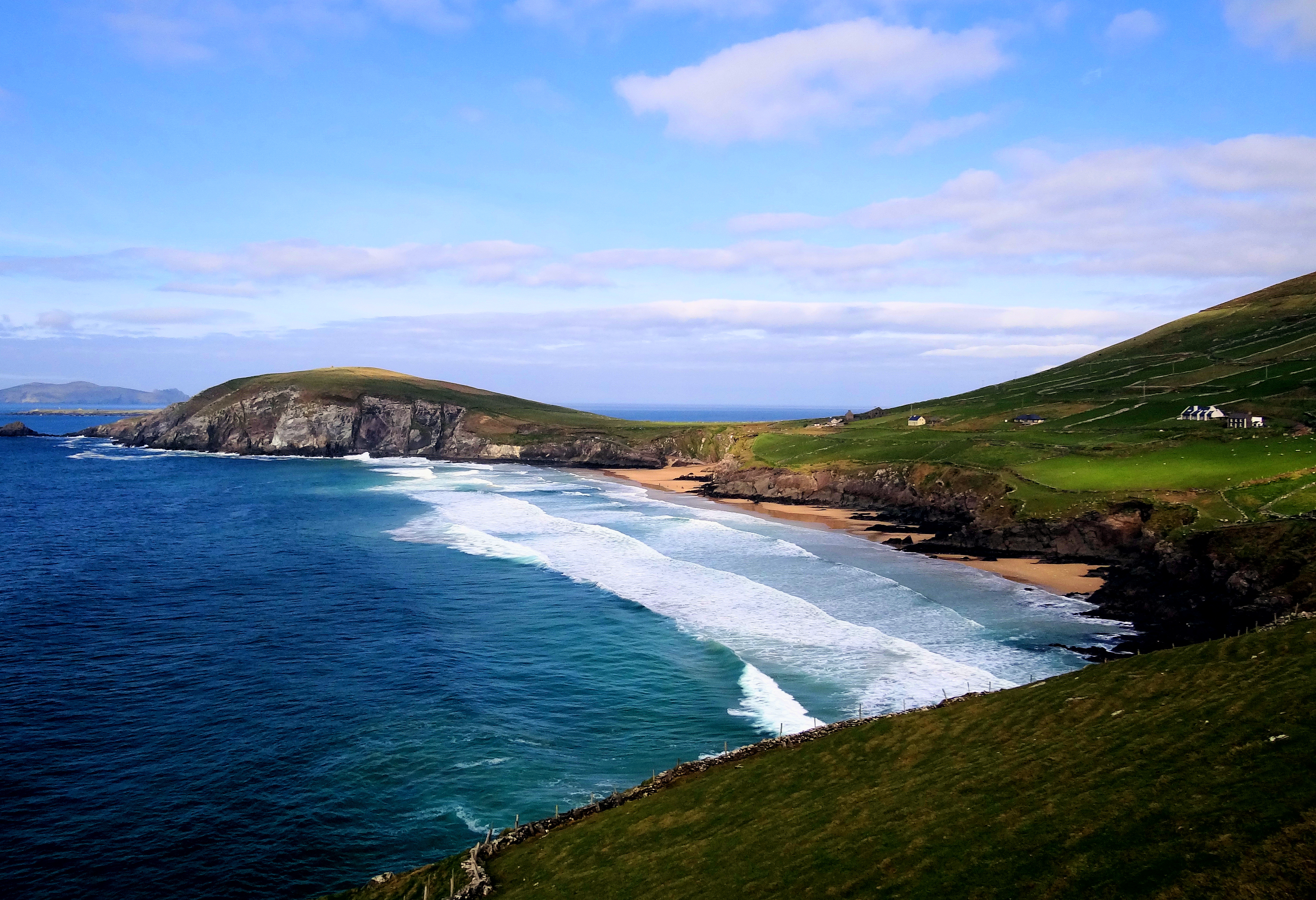
Dunmore Head, el punt més occidental de la península

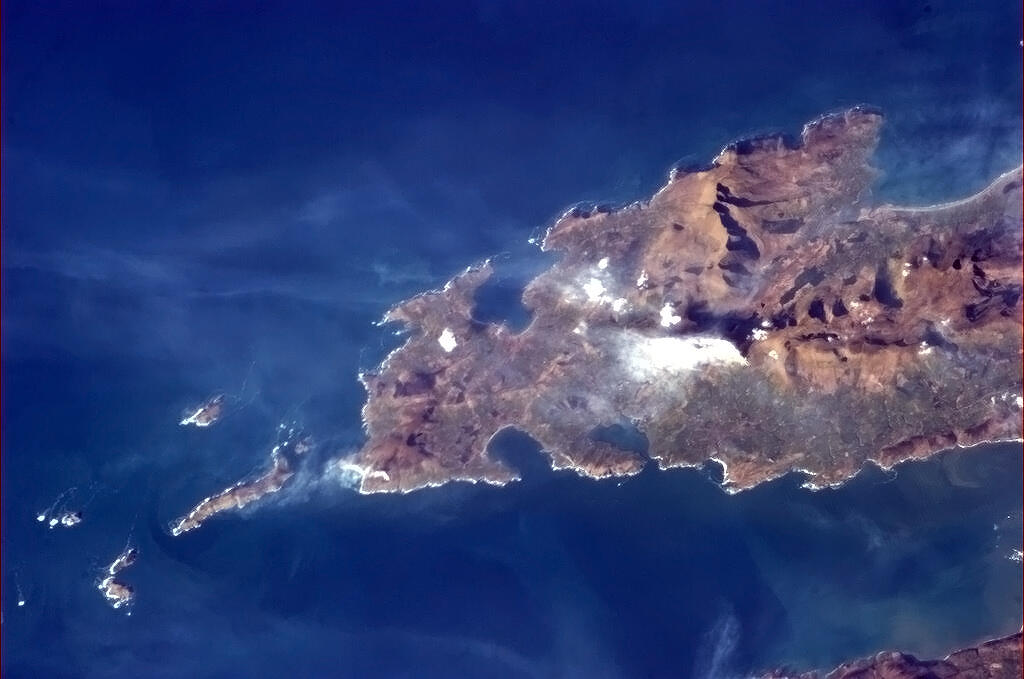
Corca Dhuibhne des de l'Estació Espacial Internacional

La península de Corca Dhuibhne (també coneguda pel seu nom en anglès, Península de Dingle o Corkaguiny, nom de la corresponent baronia) és la més septentrional de les penínsules del comtat de Kerry. Acaba vora la ciutat d'An Daingean o Dingle a Dunmore Head, el punt més occidental d'Irlanda.

## Nom
Coneguda oficialment com a Península de Dingle, rep aquest nom per la vila de Dingle, oficialment An Daingean. També rep el nom irlandès de Corca Dhuibhne (Corcu Duibne) fins i tot quan es parla en anglès. Corca Dhuibhne, vol dir "llavor o tribu de Duibhne" (un nom personal irlandès), pren el nom de la túath (poble o nació) de Corco Dhuibhne que ocupava la península en l'Edat Mitjana i bona part del territori del sud i est del comtat de Kerry.

## Geografia
La península existeix gràcies a l'existència d'un grup de roques de gres que formen les muntanyes Slieve Mish a l'est de la península, i les muntanyes sense nom del centre, més a l'oest. D'aquest conjunt en forma part el cim més alt d'Irlanda fora dels Reeks de Macgillycuddy, Mount Brandon (951 m).
Conor Pass, que va des de An Daingean a l'extrem sud-oest de la península cap a la badia de Brandon i Castlegregory al nord-est, és el pas de muntanya més alt d'Irlanda. Les illes Blasket es troben davant de la costa oest i són famoses pel seu patrimoni lingüístic i literari. A finals dels anys 1950 foren evacuades i des d'aleshores romanen deshabitades.

## Cultura i llengua
L'extrem occidental de la península és una Gaeltacht (àrea de parla gaèlic irlandès) que ha produït un nombre significatiu d'autors i poetes; Ó Siochfhradha i Peig Sayers entre d'altres. Aquesta és la part més occidental d'Irlanda, i el poble de Dún Chaoin sovint es fa referència en to de broma com "la propera parròquia als Estats Units".

## Arqueologia
A la península hi ha nombroses monuments prehistòrics i de l'alta edat mitjana, incloent:
- Cova de Ferriter, a l'extrem occidental de la península
- Gallarus Oratory a l'oest de la península, prop del llogaret de Baile an Fheirtéaraigh a Ard na Caithne.

Músaem Chorca Dhuibhne, situat a la vila de Baile an Fheirtéaraigh té exposicions que detallen l'arqueologia i la història de la península. Algunes de les exhibicions inclouen pedres Ogham, artefactes de les excavacions al proper jaciment monàstic de Riasc (Reask) i objectes prestats pel Museu Nacional d'Irlanda.

## En el cinema
El film de David Lean Ryan's Daughter (1970) transcorre en una vila de Corca Dhuibhne en el període immediatament posterior a l'aixecament de Pasqua de 1916 i fou rodada a la vila de Dún Chaoin, a la platja de Coumeenole, a Slea Head i a Inch Strand. També s'hi va rodar parcialment el 1992 el film Far and Away, de Ron Howard.
La pel·lícula de 2010 Leap Year té lloc parcialment a Corca Duibhne, però no es va rodar cap escena a la zona.

## Galeria d'imatges

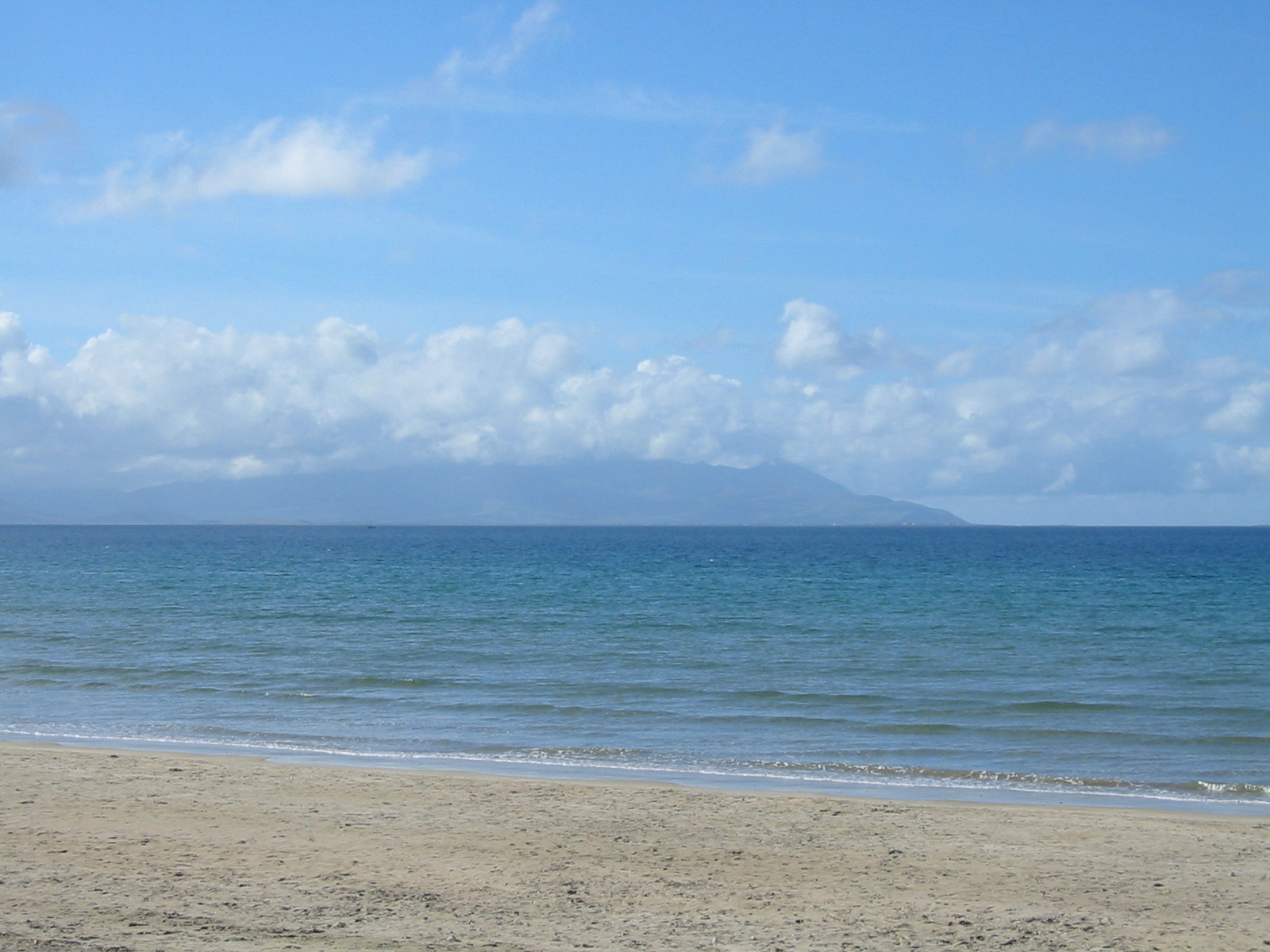
Corca Dhuibhne des de Banna Strand
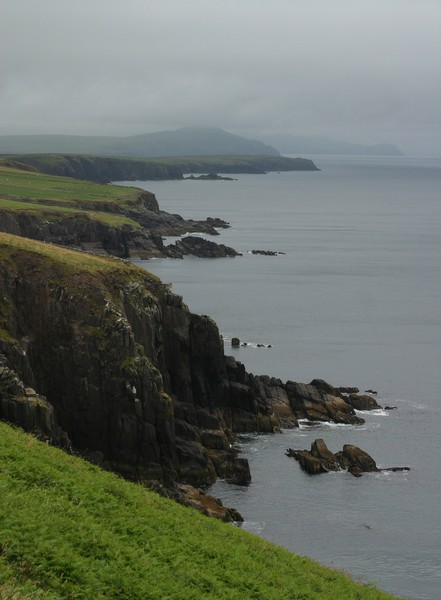
Costa de Corca Dhuibhne
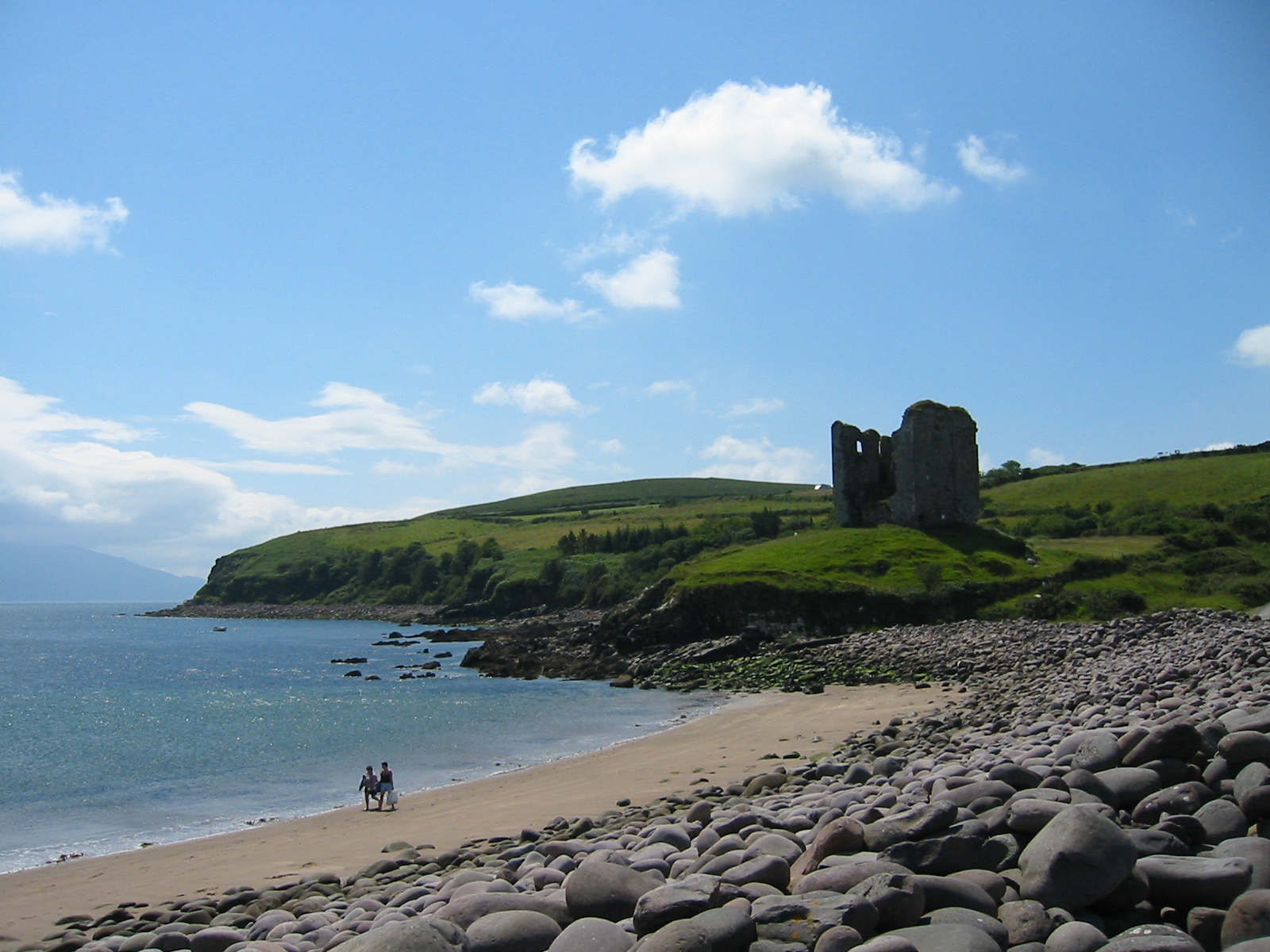
Castell de Minard, Lispole, comtat de Kerry
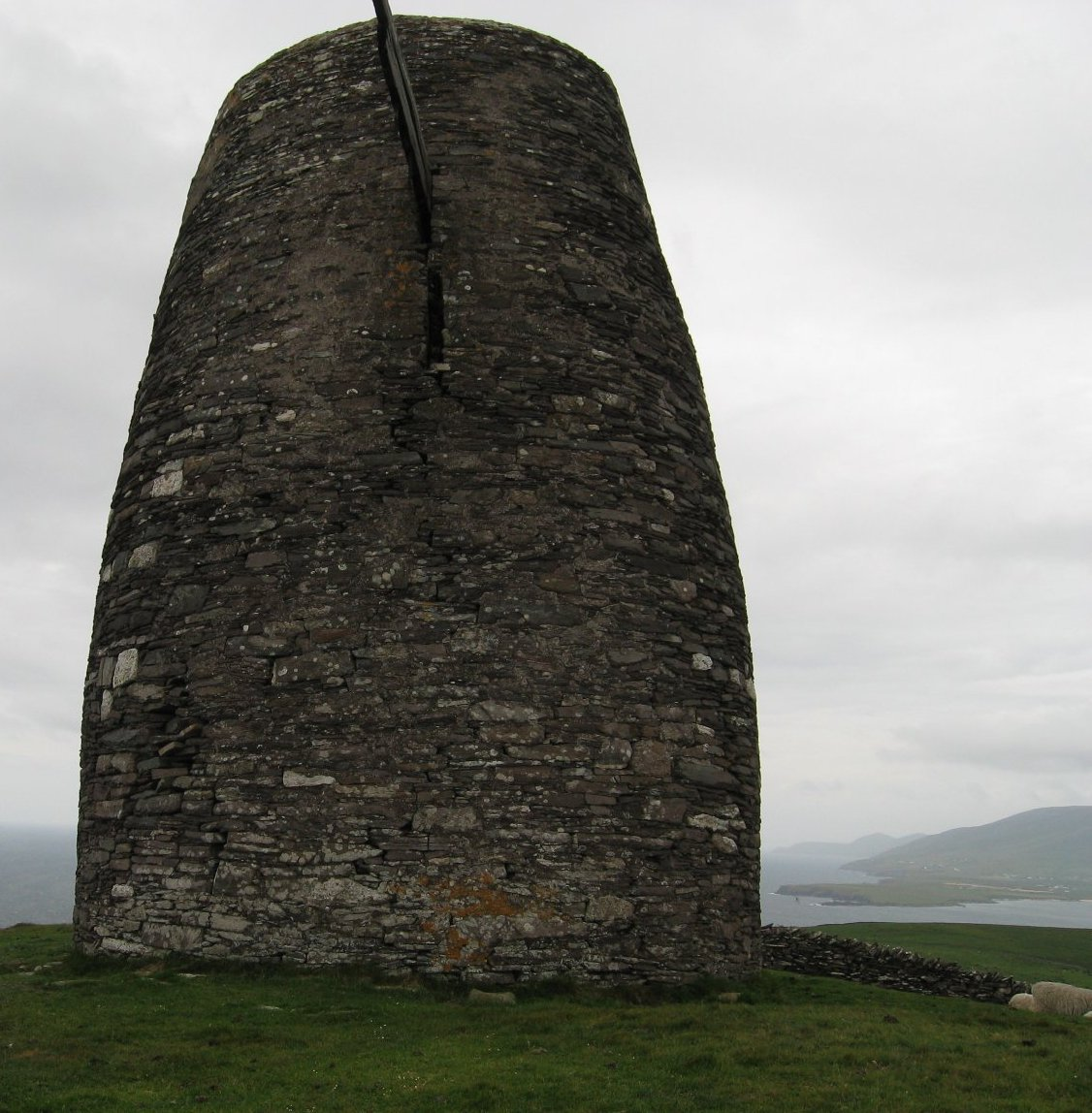
Eask Tower amb vista de l'Anell de Kerry al fons.
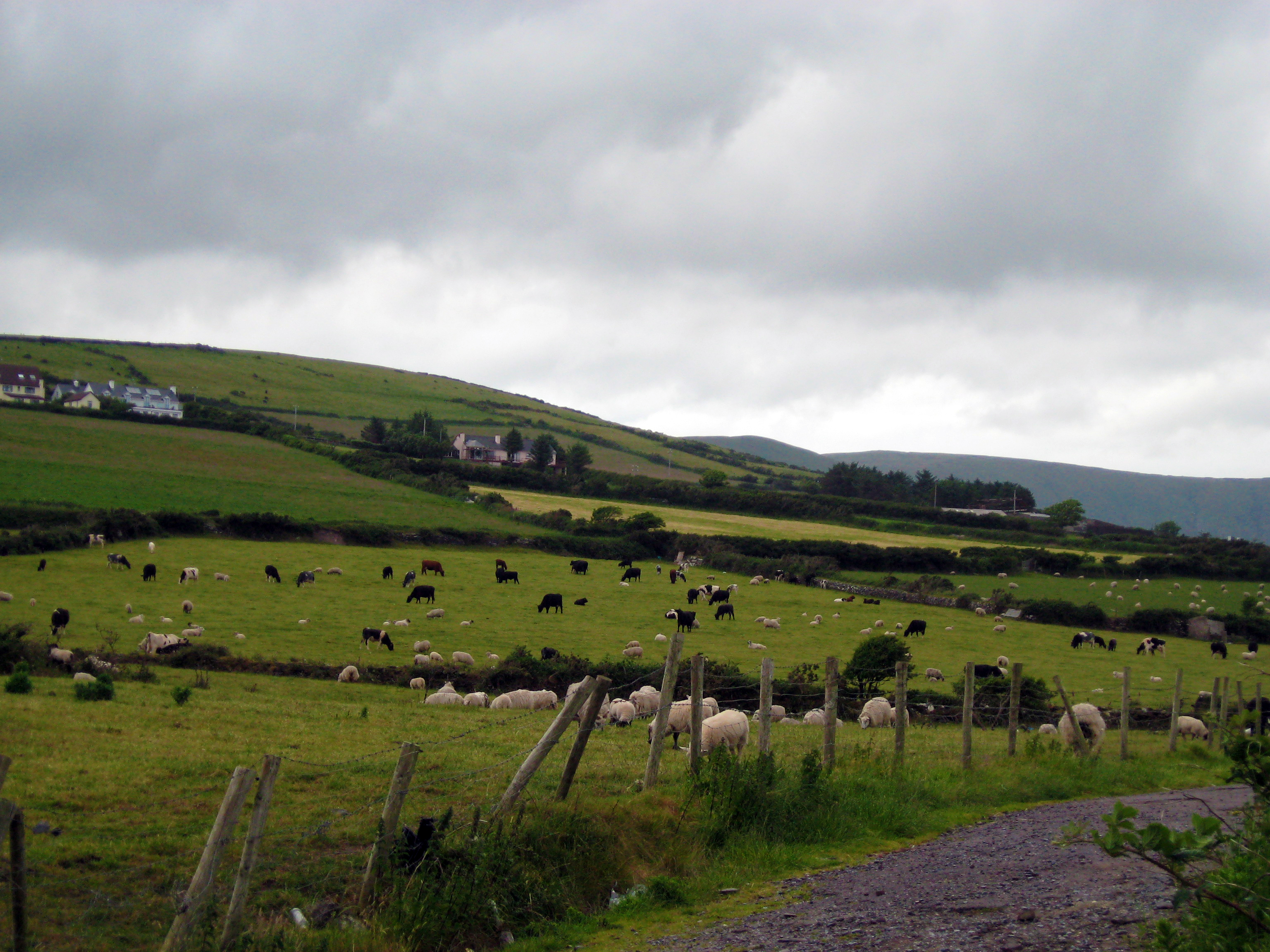